# Emberiza calandra
Emberiza calandra là một loài chim trong họ Emberizidae.

## Hình ảnh

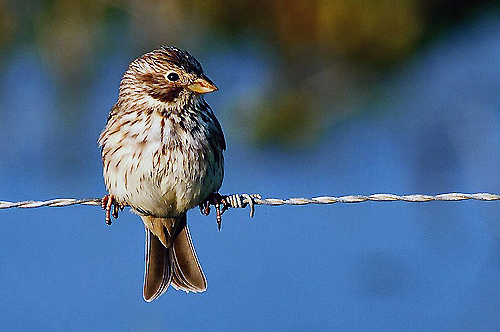
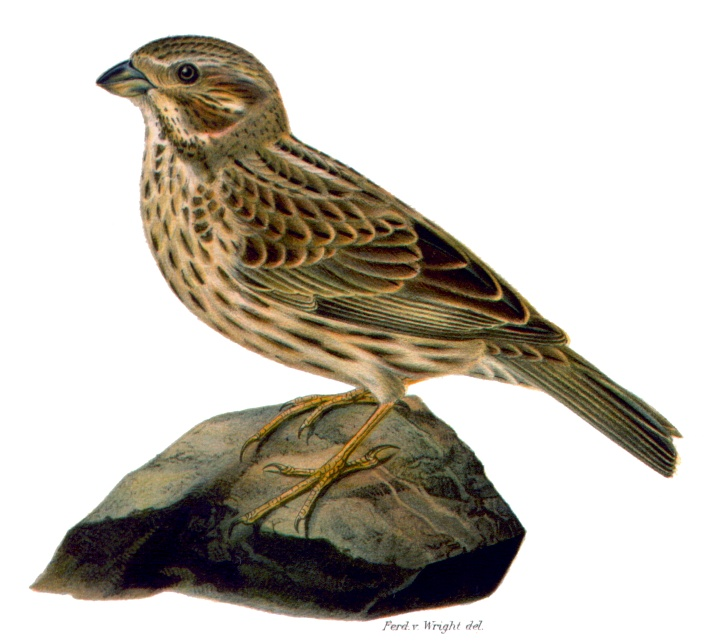
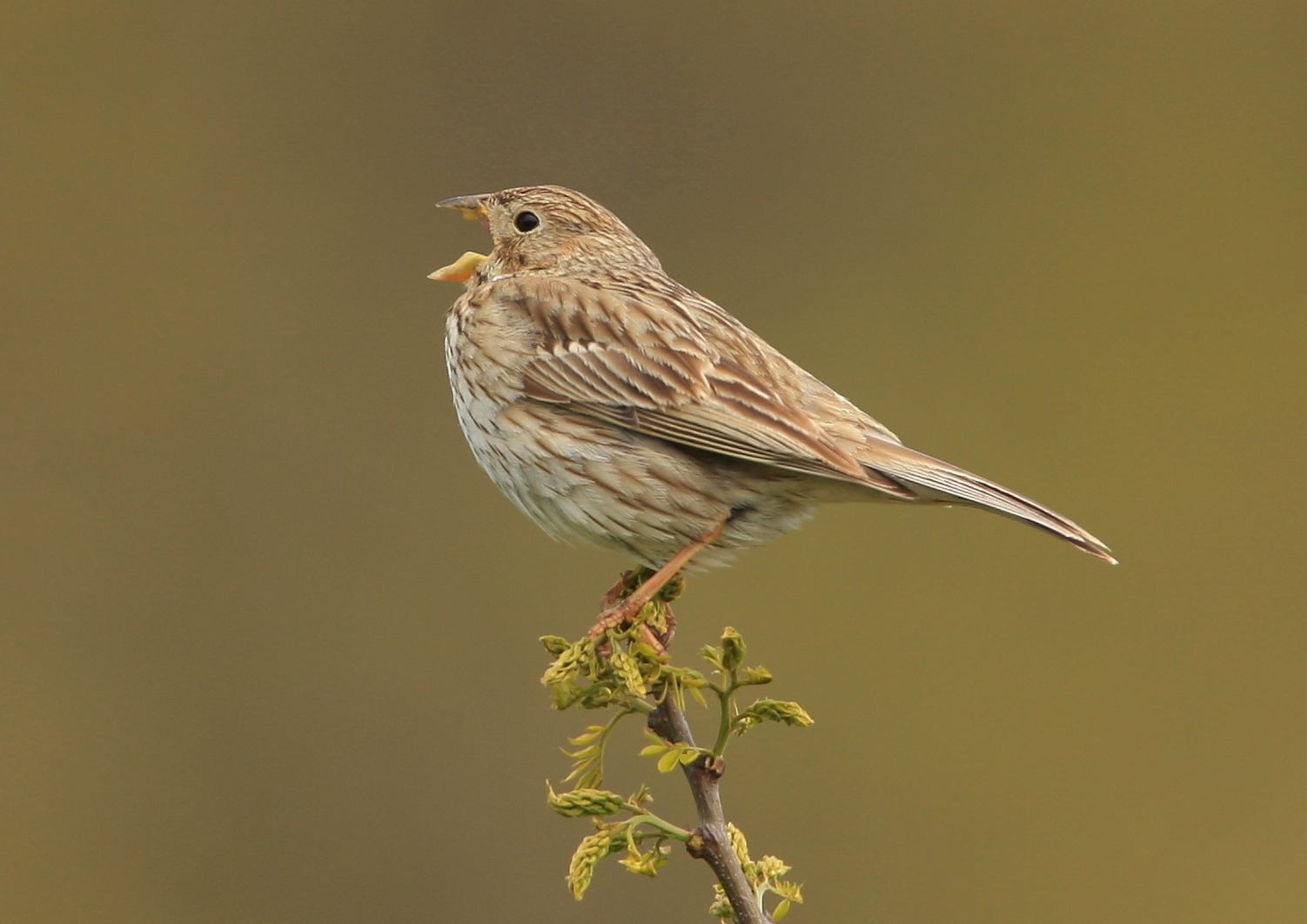

## Tham khảo

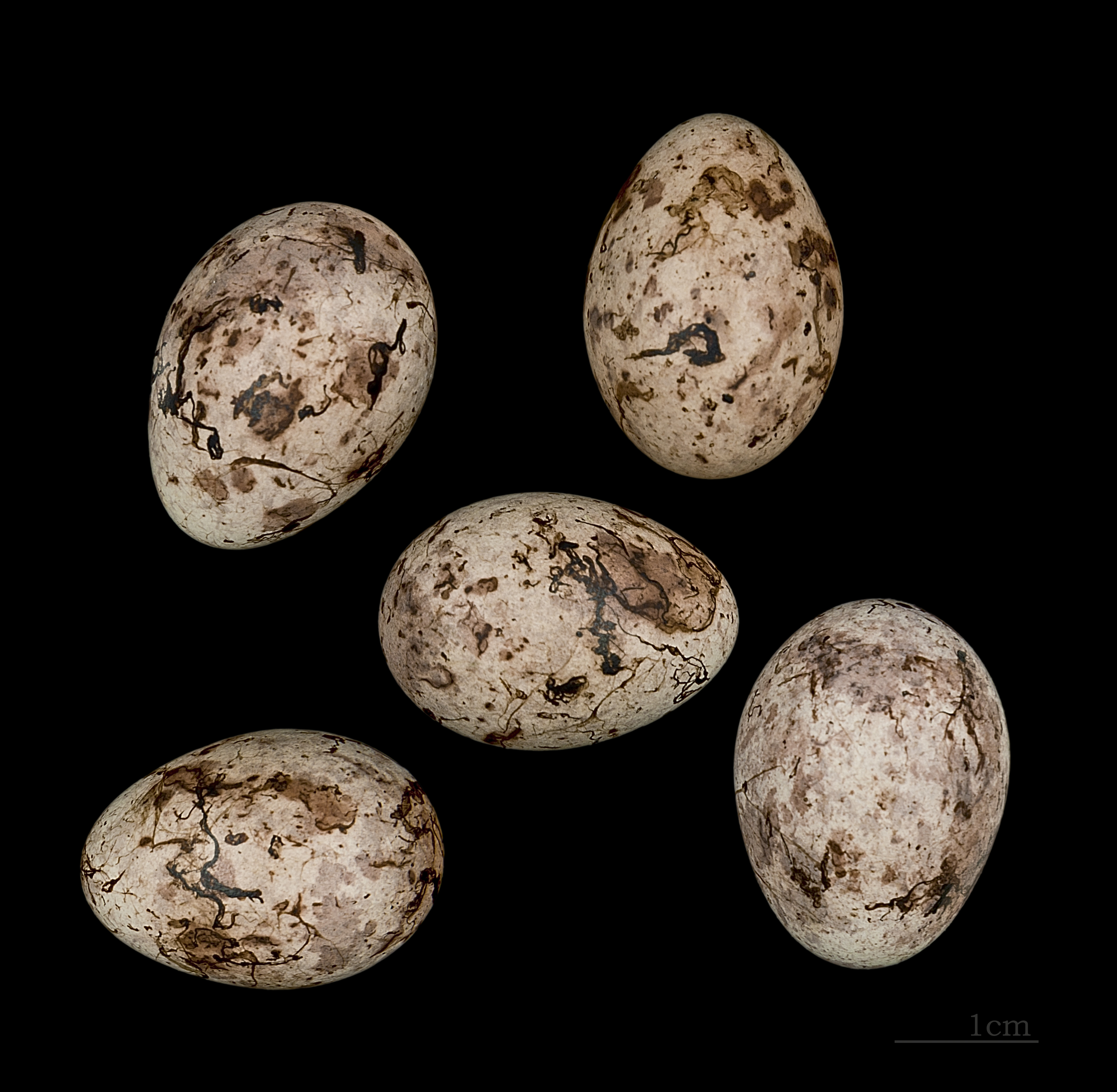
Trứng chim Emberiza calandra